# Cheval de Barouéli
Le cheval de Barouéli ou cheval du Gueniekalari, est un type ou une race chevaline vraisemblablement disparue, décrite par des sources coloniales au Mali, près de Barouéli. Ils sont assez proches du type Barbe. 

## Histoire
Cette race est mentionnée dans l'édition de 2002 de l'encyclopédie de CAB International, mais n'est pas mentionnée dans l'édition de 2016. De même, elle ne figure pas dans la base de données DAD-IS. 
D'après Georges Doutressoulle, la suppression des haras de Koulikoro dans les années 1950 a fortement réduit ses effectifs.

## Description
D'après le traité de zootechnie de Paul Dechambre (1922), ces chevaux présentent le type Barbe, et sont plus grands que les Banamba.